# Grießnockerlsuppe

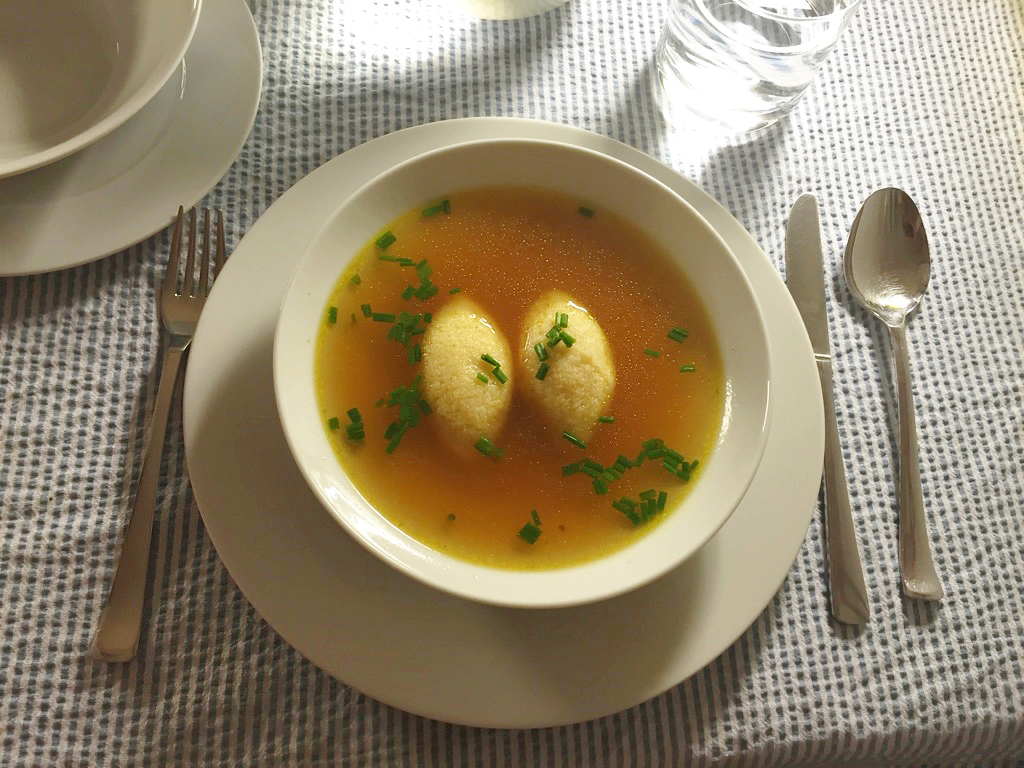
Klassische Wiener Grießnockerlsuppe

Grießnockerlsuppe ist ein Klassiker der Wiener Küche und zählt auch zu den typischen Gerichten der Bayerischen Küche. Sie setzt sich aus Rindsuppe, Grießnockerln und Schnittlauch zusammen und zählt zu den klaren Suppen. Als Grießklößchensuppe sind solche Suppen mit Grießeinlagen auch im übrigen süddeutschen Raum verbreitet.

## Zubereitung
Schaumig gerührte Butter wird mit Eiern und Grieß vermengt. Typische Gewürze sind Salz und Muskatnuss. Nach einer Ruhezeit werden aus dem Teig ovale Nockerl geformt und anschließend in Salzwasser gegart. Abschließend werden die Grießnockerln mit Rindsuppe angerichtet und mit Schnittlauch dekoriert. Man kann auch Karotten in der Rindsuppe, längsseitig fein geschnitten, mitkochen lassen und als Einlage hinzufügen. Ebenso können auch abgeriebene Zitronenschale, Lorbeerblatt, Ingwerscheiben, Pfeffer oder Chilischoten zur Geschmacksverfeinerung verwendet werden.

## Variante
J. M. Heitz, Besitzer und Direktor der Ersten Wiener Bürger-Privat-Kochschule, veröffentlichte in seinem 1902 erschienenen Kochbuch Die Wiener Bürger-Küche eine Variante der Grießnockerl, die er Sezessionsnockerl nannte. Dafür färbte er ein Drittel des Nockerlteiges mit Spinat grün, ein weiteres Drittel mit Paradeismark rot, das letzte Drittel blieb gelb.

## Geschichte
Insbesondere nach dem Trend der Rückbesinnung auf die österreichische Küchentradition hat die Grießnockerlsuppe in Österreich eine Renaissance erleben können. Die Grießnockerlsuppe gilt – neben Frittaten- und Nudelsuppe – als Klassiker der Wiener Küche und erfreut sich unvermindert hoher Beliebtheit.
Die ersten Fertigsuppen des Typs wurden in den 1960er Jahren eingeführt, von Knorr etwa 1968 und zunächst nur im süddeutschen Umfeld.